# LMSモーガル蒸気機関車
LMSモーガル蒸気機関車（LMSモーガルじょうききかんしゃ）は、イギリスのロンドン・ミッドランド・アンド・スコティッシュ鉄道（LMS）が導入した蒸気機関車の1形式である。ウィリアム・スタニアが設計した車輪配置 2-6-0（1C）の客貨両用機で、1933年10月から1934年3月の間に40両が製造された。「スタニアモーガル」とも呼ばれる。

## 概要
ホーウィッチ工場のモーガル（車輪配置 2-6-0）機であるLMSクラブ蒸気機関車を発展させる形で、ホーウィッチ工場により設計されたが、製造はすべてクルー工場でおこなわれた。彼らはグレート・ウェスタン鉄道から、新任の主任設計技師のウィリアム・スタニアによって持ち込まれたいくつかの機能を加えた。特に有名なのはテーパーボイラー（燃焼室を備えている）である（スタニアはグレート・ウェスタン鉄道4300形蒸気機関車によって熟知していた）。スタニアを喜ばせるために、HorwichはGWRスタイルのトップフィードカバーを設計し、機関車13245がこの機能を装備して登場した。スタニアは喜びを見せず、すぐに取り外して通常のLMSタイプのカバーと交換するよう命じた。
クラブよりもボイラーの圧力が高いため、シリンダーは直径が3インチ小さく、シリンダーを水平に取り付けることができた。この点は唯一のスタニアの設計だった。クラブと同様に、機関車より狭いファウラー形炭水車を連結した。最初の10台は、炭水車に適合した給水装置を備えていなかった。
最初は番号が13245 – 13284（クラブからの連番）だったが、LMSが1933年より実施した番号変更では、標準機として、1934年に2945 – 2984に番号が変更された（クラブは2700 - 2944となる）。イギリス国鉄は40000を数字に追加したため、42945 - 42984となった。本形式は常に黒く塗られていた。1940年代の質素で、また蒸気機関車が終焉に向かっていた時期を除いて、線が描き加えられていた。
1934年の終わりから、スタニアは、客貨両用のより大型な車輪配置 4-6-0の機関車に切り替えた。これがLMS 5形蒸気機関車（ブラックファイブ）である。
運行からの離脱は1963年11月に始まり、1967年2月に最後の1両が離脱した。

## 保存機
最後から2番目に運用を離脱したグループの1両である13268 /（4）2968号機が保存されている。この機関車はセバーンバレー鉄道で復元され、2013年1月に運用を離脱後、2017年時点ではオーバーホールを受けている。過去に、1994年後半から1998年初頭までと2010年5月から2012年3月までの2度、本来のファウラータイプの炭水車が修理中だったため、ブラックファイブの炭水車を連結して運行された。